# 勒沙隆
勒沙隆（法語：Le Chalon，法語發音：[lə ʃalɔ̃]）是法国德龙省的一个市镇，位于该省北部，属于瓦朗斯区。

## 地理
勒沙隆（45°9'20"N, 5°5'18"E）面积8.38 平方千米，位于法国奥弗涅-罗讷-阿尔卑斯大区德龙省，该省份为法国东南部内陆省份，北起顺时针与伊泽尔省、上阿尔卑斯省、上普罗旺斯阿尔卑斯省、沃克吕兹省和阿尔代什省接壤。
与勒沙隆接壤的市镇（或旧市镇、城区）包括：阿尔泰莫奈、克雷波勒、热桑、圣洛朗多奈、萨瓦斯河畔圣米歇尔。
勒沙隆的时区为UTC+01:00、UTC+02:00（夏令时）。

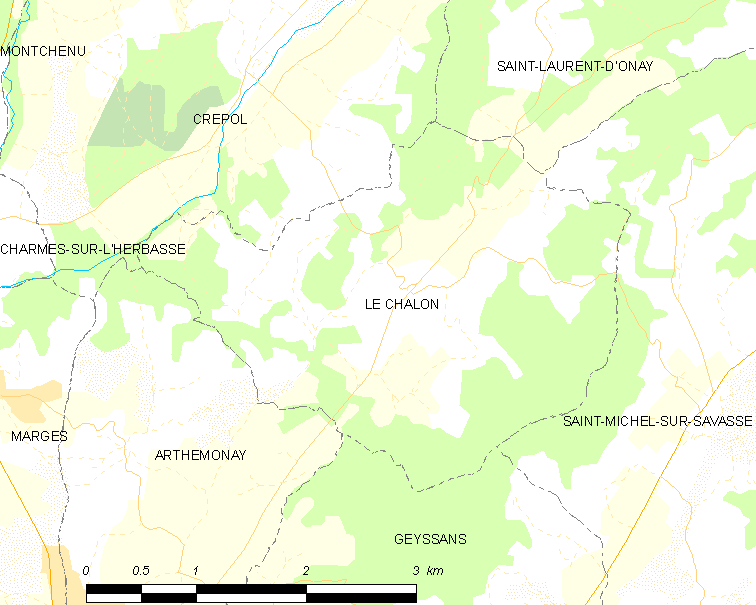
勒沙隆的OSM定位图

## 行政
勒沙隆的邮政编码为26350，INSEE市镇编码为26068。

## 政治
勒沙隆所属的省级选区为丘陵德龙县。

## 人口

1962-2008年间勒沙隆人口变化图示

勒沙隆于2022年1月1日时的人口数量为200人。